# Evaza similis
Evaza similis är en tvåvingeart som beskrevs av James 1969. Evaza similis ingår i släktet Evaza och familjen vapenflugor. Inga underarter finns listade i Catalogue of Life.